# Nowyj Kyrłaj
Nowyj Kyrłaj (ros. Новый Кырлай) – wieś (sieło) w Rosji, w Tatarstanie, w rejonie arskim. W 2010 liczyła 535 mieszkańców.